# Abdelkader Guerroudj
Abdelkader Guerroudj (Tlemcen, 26 luglio 1928 – 7 novembre 2020) è stato un politico algerino.

## Biografia
Sposato con una donna francese, Jacqueline Guerroudj, la coppia fu condannata a morte nel dicembre 1957 in quanto complici di Fernand Iveton, unico europeo ghigliottinato per aver preso parte alla rivolta algerina. Grazie ad una campagna di alto profilo, in Francia il problema divenne di dominio pubblico e venne conosciuto come l'Affaire Guerroudj, grazie a questa campagna nessuna delle due condanne fu eseguita.
Guerroudj era un ufficiale politico del Partito Comunista Algerino in collegamento con i Comunist Combattants de la Libération e il Fronte di Liberazione Nazionale algerino. La figliastra, Danièle Minne venne condannata, il 4 dicembre 1957, a sette anni di carcere per la sua parte nella rivolta.
Una dichiarazione fatta da Guerroudj alla corte è talvolta citata come dimostrante che alcuni attivisti algerini a favore dell'indipendenza speravano tuttavia di stringere dopo l'indipendenza stretti rapporti con la Francia: "Sono sicuro che avremo bisogno di materiali, tecnici, medici e professori per costruire il nostro paese; è alla Francia che ci rivolgiamo per primi. Credo che sarebbe nell'interesse di entrambi i nostri paesi. Alla Francia non interessa avere valletti pronti in ogni momento per correre alla chiamata del più potente maestro, ma amici che hanno liberamente acconsentito a questa amicizia".